# Sopra
Sopra est une entreprise de conseil, de services technologiques et d’édition de logiciels française. Sa filiale, SBS (ex- Sopra Banking Software), est un éditeur spécialisé dans les solutions applicatives pour le marché financier.
En 2015, la société fusionne avec Steria, formant le groupe Sopra Steria.

## Acquisitions et croissance
En 1990, Sopra Group a réalisé son introduction au NYSE Euronext Paris. En 1996, Sopra acquiert SG2 Ingénierie qui comptait 650 collaborateurs.
En 2000, Sopra acquiert Orga Consultants, une société spécialisée dans le conseil en stratégie, management et organisation comptant 200 collaborateurs.
En 2001, Sopra acquiert deux société de conseil et d'intégration système, l'une italienne (ITI), l'autre  britannique (CS Rand).
À partir de 2001, le groupe décide de se développer sur le marché de l’EAI (Enterprise Application Integration) par le biais d'une filiale : Axway Software est créée (400 collaborateurs pour un CA de 50 M€).
En décembre 2003, Sopra lance une OPE avec Inforsud Ingénierie, détenue par le Crédit agricole, et transfère le siège social de Paris à Annecy-le-Vieux en renommant la société Sopra Group Inforsud. En avril 2004, Sopra acquiert Sopra Group Inforsud et ses 530 collaborateurs. En juillet 2004, Sopra acquiert Valoris, société européenne de conseil et de services informatiques avec 500 collaborateurs.
En juillet 2005, Sopra acquiert la société Newell & Budge au Royaume-Uni, avec ses filiales irlandaise et indienne, qui dispose d’une gamme complète de services informatiques allant du conseil à la mise en œuvre, avec 600 personnes dont plus de 100 en Inde dans sa filiale Momentum Technologies. En novembre de la même année, Sopra acquiert la société PROFit, société indépendante de conseil et d’intégration de systèmes basée en Espagne et au Portugal, et forte de 700 collaborateurs.
En juillet 2008, Sopra acquiert la société CIBF, société indépendante de développement de progiciels et logiciels pour la gestion des portefeuilles, risques et échanges interbancaires basée à Nantes, (60 collaborateurs).
En décembre 2010, les titres détenus par le groupe Crédit Agricole sont libérés à la suite de l'échange des titres de la société Inforsud Ingénierie avec la Sopra en décembre 2003, soit plus de sept ans après, cas rarissime dans un échange de titres bloqués.
Axway Software se sépare de Sopra Group en juin 2011 lors de son introduction en Bourse.
En octobre 2011, Sopra acquiert 100 % de la société Delta Informatique, société indépendante éditrice d'une offre de solution « Global Banking » destinée aux banques de détail en France et à l’international,.
En février 2012, Sopra acquiert la société bruxelloise Callataÿ & Wouters, spécialiste des progiciels dédiés au secteur bancaire en vue de la formation d’une entité commune,. Le mois suivant, Sopra acquiert les filiales britanniques de Business & Decision et de Tieto. En juillet, Sopra créé la filiale SBS (ex- Sopra Banking Software) à la suite des rachats de Callataÿ & Wouters et de Delta Informatique.
En avril 2013, Sopra acquiert HR Access.
En février 2014, Sopra acquiert la société allemande COR&FJA Banking Solutions.

## Projet de fusion avec Steria
Le 7 avril 2014, Sopra et Steria annoncent leur intention de créer un leader européen des services informatiques, en réalisant un projet de rapprochement,. Ce n'est pas la première fois qu'il est question de rapprochement entre les deux SSII françaises. Déjà en 2010, lors de dissensions au sein de l'actionnariat de Sopra, la presse spécialisée (01 Net) et les analystes financiers (CM-CIC Securities) s'étaient fait l'écho d'un possible rapprochement avec Steria. En 2014, le projet de rapprochement aboutit à une fusion qui prend la forme d'une OPE qui se déroule du 24 juin au 30 juillet 2014.
En janvier 2015, Sopra fusionne avec la société française Stéria. Ce qui donne naissance à la société SopraStéria Group.

### Sopra-Steria: fusion entre inégaux
Le message officiel des deux entités est homogène : le projet de rapprochement consiste en une fusion des deux groupes, et non un rachat de Steria par Sopra.
Cependant les chiffres soulignent que les deux entités sont bien inégales. Sopra, plus petite, est beaucoup plus rentable que Steria. Avec un effectif et un chiffre d'affaires inférieurs, la valeur boursière de Sopra est le double de celle de Steria.
| Société | CA (en millions €) | Résultat (en millions €) | Effectifs | Marge opérationnelle | Rentabilité financière | Ratio d'endettement | Capitalisation boursière (en millions €) au 7 avril 2014 |
| ------- | ------------------ | ------------------------ | --------- | -------------------- | ---------------------- | ------------------- | -------------------------------------------------------- |
| Steria  | 1 754              | 12,7                     | 20 000    | 3,07 %               | 3,25 %                 | 57 %                | 522                                                      |
| Sopra   | 1 349              | 71,4                     | 16 200    | 7,71 %               | 19,95 %                | 43 %                | 951                                                      |

### L'emploi
La communication des deux groupes évoque l'absence de licenciements ou de plan de départs volontaires à l'issue de cette fusion. La fusion des deux SSII donnera naissance au 3e groupe de services informatiques en France : le nouveau groupe représentera 35 000 salariés dans le monde, dont 15 000 en France et 8 000 en offshore (6 000 en Inde).  

### Atos également intéressé
La fusion Steria-Sopra créera sur le marché français la 3e SSII et reléguera Atos  à la 4e position. Quelques jours après l'annonce de la fusion, l'ancien Ministre de l'Industrie Thierry Breton  affirme dans un communiqué de presse « avoir entretenu depuis plusieurs mois des discussions amicales avec Steria ». Puis Atos propose également une offre sur Steria : 22€ par action Steria (identique à celle de Sopra), Atos propose du cash et non un échange d'action. Cela valorise Steria à 730 millions d'euros. Cependant les milieux financiers ne croient pas à la réussite de cette offre : Steria est une Société en commandite par actions, un actionnaire extérieur ne peut pas en prendre le contrôle sans le consentement de l'actionnaire commanditaire de Steria.

## Métiers et activités
Sopra a trois métiers complémentaires : le conseil (Sopra Consulting) en management et technologies, l'intégration de systèmes et l'outsourcing applicatif, et l'édition de logiciels métiers. Sopra édite des logiciels métiers dans les domaines de la banque via sa filiale SBS (ex- Sopra Banking Software), des ressources humaines (Progiciels Pléiades et HR Access) et de la gestion immobilière (Progiciels Ulis, Ikos et Altaïx).
L'activité de Sopra est centrée sur divers secteurs d'activité parmi lesquels figurent les services financiers, les services, transports & utilities (service public), l'industrie, les télécoms et médias, la distribution ainsi que la défense.
Avant leur rapprochement, Sopra et Steria ont par exemple participé[Quand ?] à différentes phases du projet Louvois.

## Implantations géographiques

### France
En mai 2013, les 8 434 salariés français sont répartis sur 16 établissements répartis en 32 sites[réf. nécessaire].